# 5795 (année hébraïque)
5795 (hébreu : ה'תשצ"ה , abbr. : תשצ"ה) est une année hébraïque qui commencera à la veille au soir du 14 septembre 2034 et se finira le 3 octobre 2035. Cette année comptera 385 jours. Ce sera une année embolismique dans le cycle métonique, avec deux mois de Adar - Adar I et Adar II. Ce sera la sixième année depuis la dernière année de chemitta.
En l'an 5795, l'État d'Israël fêtera ses 87 ans d'indépendance.

## Calendrier
Ce calendrier hébraïque de l'année 5795 donne les correspondances avec les dates du calendrier grégorien.
Le premier nombre dans chaque case correspond au jour du mois hébraïque. Les jours en couleurs sont des jours remarquables juifs ou israéliens.
| ◄◄ | 5795 | ►► |

## Décès
5790 - 5791 - 5792 - 5793 - 5794 - 5795 - 5796 - 5797 - 5798 - 5799 - 5800